# مقبرة سيميتيير دي روا

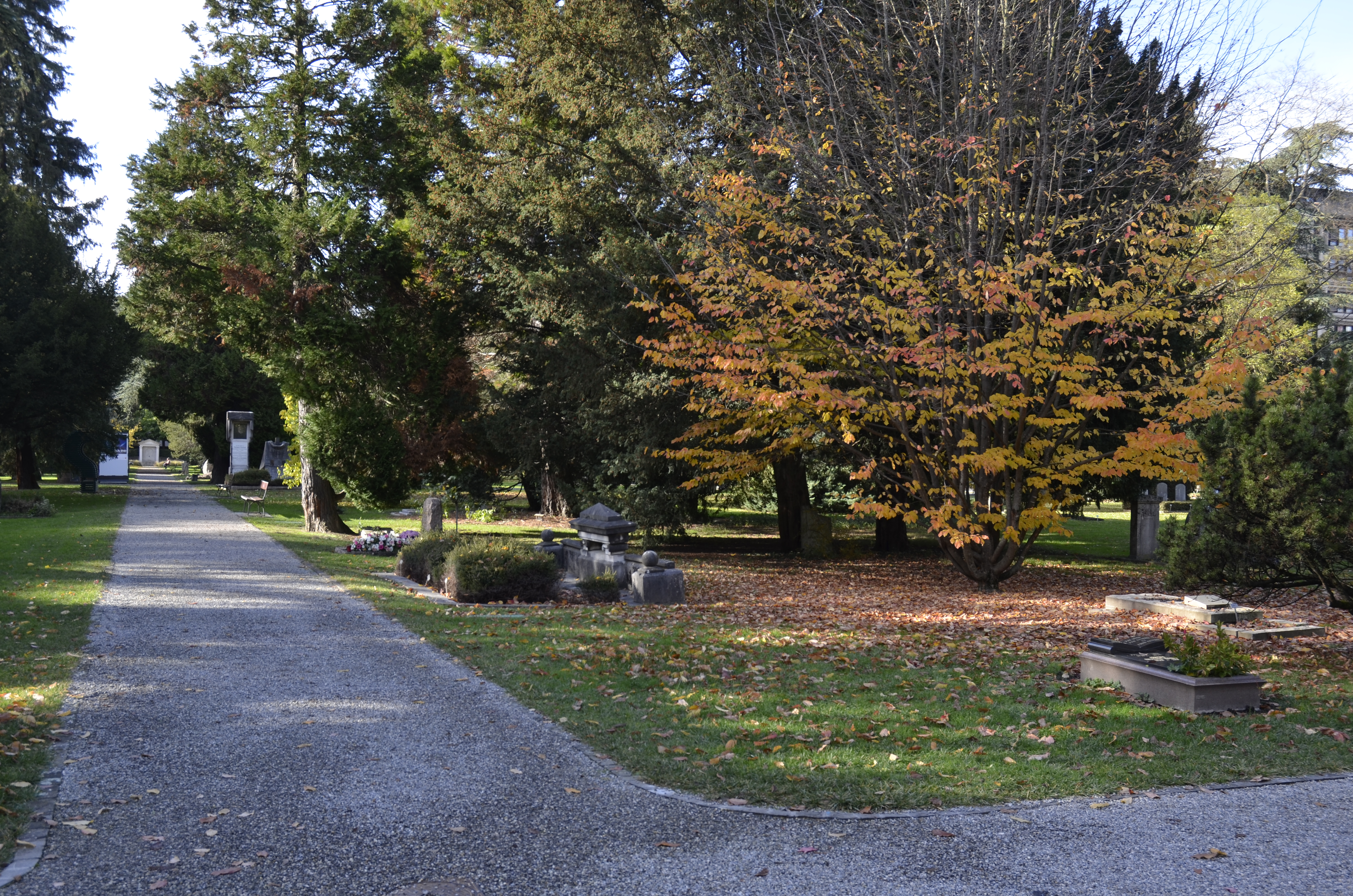

مقبرة سيميتيير دي روا Cimetière des Rois (وتعني بالفرنسية مقبرة الملوك) هي مقبرة توجد في مدينة جينيف في سويسرا. 

## الاسم
اسمها الرسمي مقبرة سيميتيير دي بلانباليه.

## المقبورين
دفن بها العديد من المشاهير ومنهم: جون كالفن (المصلح البروتستانتي)، خورخي لويس بورخيس (الأديب)، سيرجيو فييرا دي ميلو، إرنست أنسرميرت، جان بياجيه، فرانك مارتن، همفري ديفي (الكيميائي الإنجليزي)، ألبرتو خيناستيرا (المؤلف الموسيقي الأرجنتيني)، وآخرين.

## محدودية الدفن
وتنص قوانين المدينة على محدودية الحق في الدفن بها للأشخاص المشهورين والمهمين، الذين ساهموا في حياتهم في خدمة وإعلاء شأن مدينة جينيف. 

## الموقع الرسمي
https://www.geneve.ch/